# Хрвоє Веїч
Хрвоє Веїч (хорв. Hrvoje Vejić, нар. 9 червня 1977, Меткович) — хорватський футболіст, що грав на позиції захисника.
Виступав, зокрема, за клуби «Загреб» та «Хайдук» (Спліт), а також національну збірну Хорватії.
Дворазовий чемпіон Хорватії. Дворазовий володар Кубка Хорватії.

## Клубна кар'єра
У дорослому футболі дебютував 1997 року виступами за команду «Загреб», у якій провів чотири сезони, взявши участь у 126 матчах чемпіонату. Більшість часу, проведеного у складі «Загреба», був основним гравцем захисту команди.
Своєю грою за цю команду привернув увагу представників тренерського штабу клубу «Хайдук» (Спліт), до складу якого приєднався 2001 року. Відіграв за сплітської команди наступні чотири сезони своєї ігрової кар'єри. Граючи у складі «Хайдука» також здебільшого виходив на поле в основному складі команди. За цей час двічі виборював титул чемпіона Хорватії, ставав володарем Кубка Хорватії.
Згодом з 2005 по 2015 рік грав у складі команд «Том», «Хайдук» (Спліт), «Приморац 1929», «Ядран Плоче» та «Задар». Протягом цих років додав до переліку своїх трофеїв ще один титул володаря Кубка Хорватії.
Завершив ігрову кар'єру у команді «Ядран Плоче», у складі якої вже виступав раніше. Повернувся до неї 2015 року, захищав її кольори до припинення виступів на професійному рівні у 2016.

## Виступи за збірні
Протягом 1998–1999 років залучався до складу молодіжної збірної Хорватії. На молодіжному рівні зіграв у 4 офіційних матчах.
У 2007 році дебютував в офіційних матчах у складі національної збірної Хорватії.
У складі збірної був учасником чемпіонату Європи 2008 року в Австрії та Швейцарії.
Загалом протягом кар'єри в національній команді, яка тривала 3 роки, провів у її формі 5 матчів.

## Статистика виступів

### Статистика виступів за збірну
| Дата      | Місто                  | Господарі | Результат | Гості    | Турнір             | Голи | Примітки |
| --------- | ---------------------- | --------- | --------- | -------- | ------------------ | ---- | -------- |
| 7-2-2007  | Рієка                  | Хорватія  | 2 – 1     | Норвегія | товариський матч   | -    | 80'      |
| 24-5-2008 | Рієка                  | Хорватія  | 1 – 0     | Молдова  | товариський матч   | -    | 46'      |
| 16-6-2008 | Клагенфурт-ам-Вертерзе | Польща    | 0 – 1     | Хорватія | ЧЄ 2008 - 1-й етап | -    | 45'      |
| 20-8-2008 | Марибор                | Словенія  | 2 – 3     | Хорватія | товариський матч   | -    | 84'      |
| 1-4-2009  | Андорра-ла-Велья       | Андорра   | 0 – 2     | Хорватія | Відбір до ЧС 2010  | -    |          |
| Усього    |                        | Матчів    | 5         |          | Голів              | 0    |          |

| Дата       | Місто    | Господарі | Результат | Гості              | Турнір                             | Голи | Примітки |
| ---------- | -------- | --------- | --------- | ------------------ | ---------------------------------- | ---- | -------- |
| 4-9-1998   | Кілкенні | Ірландія  | 2 – 2     | Хорватія           | Кваліфікація молодіжного Євро-2000 | -    | 51'      |
| 9-10-1998  | Та-Калі  | Мальта    | 0 – 3     | Хорватія           | Кваліфікація молодіжного Євро-2000 | -    | 87'      |
| 14-10-1998 | Сисак    | Хорватія  | 4 – 0     | Північна Македонія | Кваліфікація молодіжного Євро-2000 | -    | 66' 85'  |
| 21-8-1999  | Загреб   | Хорватія  | 1 – 0     | Мальта             | Кваліфікація молодіжного Євро-2000 | -    |          |
| Усього     |          | Матчів    | 4         |                    | Голів                              | 0    |          |

## Титули і досягнення
- Чемпіон Хорватії (2):

«Хайдук» (Спліт): 2003-2004, 2004-2005
- Володар Кубка Хорватії (2):

«Хайдук» (Спліт): 2002-2003, 2009-2010